# جامعة إيفانسفيل
جامعة إيفانسفيل (بالإنجليزية: University of Evansville)‏ وتُختصر إلى UE هي جامعة خاصة في إيفانسفيل، إنديانا. تأسست عام 1854 باسم كلية موريس هيل. تدير الجامعة مركزًا للأقمار الصناعية، كلية هارلاكستون، في جرانثام، إنجلترا. تقدم جامعة إيفانسفيل أكثر من 80 تخصصًا ومجالًا دراسيًا مختلفًا، يقع كل منها في ثلاث كليات ومدرسة واحدة داخل الجامعة: كلية شرودر للأعمال، وكلية التربية وعلوم الصحة، وكلية الهندسة وعلوم الكمبيوتر، وكلية ويليام إل. كلية ريدجواي للآداب والعلوم. المدرسة تابعة للكنيسة الميثودية المتحدة.
إجمالي المسجلين (بما في ذلك طلاب الدوام الكامل والجزئي، والجامعيين، والبالغين، والخريجين، وطلاب الجامعة في هارلاكستون) هو 2443 طالبًا، على الرغم من أن الطلاب الجامعيين بدوام كامل وطبيب العلاج الطبيعي المسجلين هم 1,976 طالبًا. يمثل الجسم الطلابي 55 دولة و44 دولة مع طلاب دوليين يشكلون 16% من الطلاب الجامعيين. تستضيف الجامعة أيضًا أكثر من 155 منظمة طلابية ومجتمعًا يونانيًا نشطًا. تشارك فرق الجامعة الرياضية في القسم الأول من الرابطة الوطنية لرياضة الجامعات والمعروفة باسم الآس الأرجواني. إيفانسفيل عضو في مؤتمر وادي ميسوري.
من بين الخريجين البارزين العديد من الفنانين البارزين ونجوم الرياضة مثل الممثل رامي مالك وكيلي جيديش والمنتج والكاتب مات ويليامز ومدرب كرة السلة جيري سلون.

## التاريخ

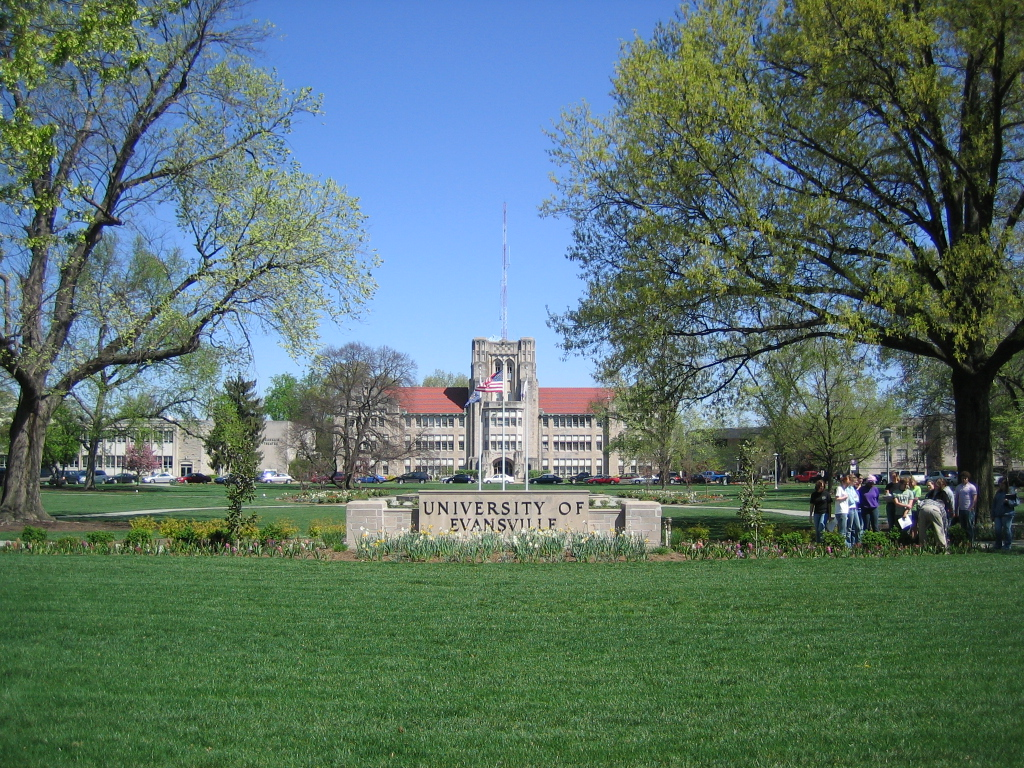
الجبهة البيضاوية في ربيع 2005.

بدأت جامعة إيفانسفيل في عام 1854 عندما أسس جون مور معهد موريس هيل للذكور والإناث في بلدة موريس هيل الصغيرة في جنوب شرق إنديانا. تم الانتهاء من بناء أول مبنى جامعي في موريس هيل هو معهد موريس في 1 ديسمبر 1856، على الرغم من أن يوم افتتاح فصول الكلية الجديدة أقيم في المبنى غير المكتمل في 9 سبتمبر. كافحت المؤسسة ماليًا خلال فترة وجودها في البلدة، ودمر حريق المعهد في عام 1915. استمرت المؤسسة في العمل في المبنى الثاني، قاعة كارنيجي، حتى الانتقال إلى إيفانسفيل. استمر الحرم الجامعي السابق في موريس هيل في العمل كمدرسة ابتدائية وثانوية. يتم الحفاظ على قاعة كارنيجي الآن كمتحف.
في 21 مارس 1917 قدم جورج إس كليفورد عرضًا تقديميًا في جلسة خاصة لمؤتمر إنديانا للكنيسة الميثودية، مقترحًا نقل الكلية إلى إيفانسفيل، إنديانا. أنتج كليفورد خريطة سلطت الضوء على نقص الكليات في منطقة إيفانسفيل. بعد بعض المداولات وجمعت مدينة إيفانسفيل 514000 دولار للكلية، تم نقلها إلى إيفانسفيل في عام 1919 وأعيد تسميتها بكلية إيفانسفيل. كانت تعمل في أماكن مؤقتة في وسط مدينة إيفانسفيل حتى تم الانتهاء من قاعة الإدارة (الآن أولمستيد هول) في عام 1922. هذا هو المبنى الوحيد المتبقي في الحرم الجامعي من قبل الحرب العالمية الثانية.
في الفترة من الحرب العالمية الثانية إلى 1960، نمت جامعة إيفانسفيل بشكل ملحوظ. نما الالتحاق من حوالي 400 خلال فترة الكساد الكبير إلى 1500 في عام 1946. أيضا في أعقاب الحرب، تم تكليف مبنى العلوم والهندسة واتحاد الخريجين التذكاري. تم الانتهاء من مكتبة كليفورد التذكارية في عام 1957. تم بناء خمس قاعات سكنية بين عامي 1958 و1967، جنبًا إلى جنب مع مركز للياقة البدنية وقاعة طعام ومبنى فني. في عام 1967، نظرًا لنمو المؤسسة والتغييرات التنظيمية، تم تغيير الاسم إلى جامعة إيفانسفيل بموافقة الجمعية العامة لولاية إنديانا. أيضا في عام 1967، تم الانتهاء من مبنى المسرح الجديد هايدي هال (بالإنجليزية: Hyde Hall)‏، الذي يضم مسرح شينكلين (بالإنجليزية: Shanklin)‏.
في عام 2010، أكملت جامعة إيفانسفيل في وقت مبكر حملتها الوقفية لجمع 80 مليون دولار بعد أن جمعت 60 مليون دولار إضافية قبل خمس سنوات من الحملة الجديدة. في 1 يوليو 2018، أصبح كريستوفر إم بيتروسزكيويتز الرئيس الرابع والعشرين لجامعة إيفانسفيل.

## أكاديمية

### الاعتماد الاكاديمي
تم اعتماد برامج الهندسة الكهربائية والميكانيكية باستمرار من قبل الاعتماد الأكاديمي للهندسة والتكنولوجيا (ABET) منذ عام 1970، وبرامج الهندسة المدنية وهندسة الكمبيوتر منذ عام 1997. تم اعتماد كلية إدارة الأعمال من قبل جمعية تطوير كليات إدارة الأعمال الجماعية وتقدم مجموعة متنوعة من البرامج المهنية في المحاسبة أو الاقتصاد أو التمويل أو الأعمال التجارية العالمية أو الإدارة أو التسويق. تم اعتماد قسم الموسيقى من قبل الرابطة الوطنية لمدارس الموسيقى (NASM). تم اعتماد تخصص علوم التمرين من قبل الكلية الأمريكية للطب الرياضي (ACSM) والجمعية الوطنية للقوة والتكيف (NSCA). تم اعتماد قسم التمريض لأسرة دنيجان من قبل مجلس ولاية إنديانا للتمريض ولجنة الاعتماد للتعليم في التمريض. يقدم قسم التمريض الدخول المباشر والدراسة بالخارج الخبرات في إنجلترا والصين.

### الكليات والمدارس

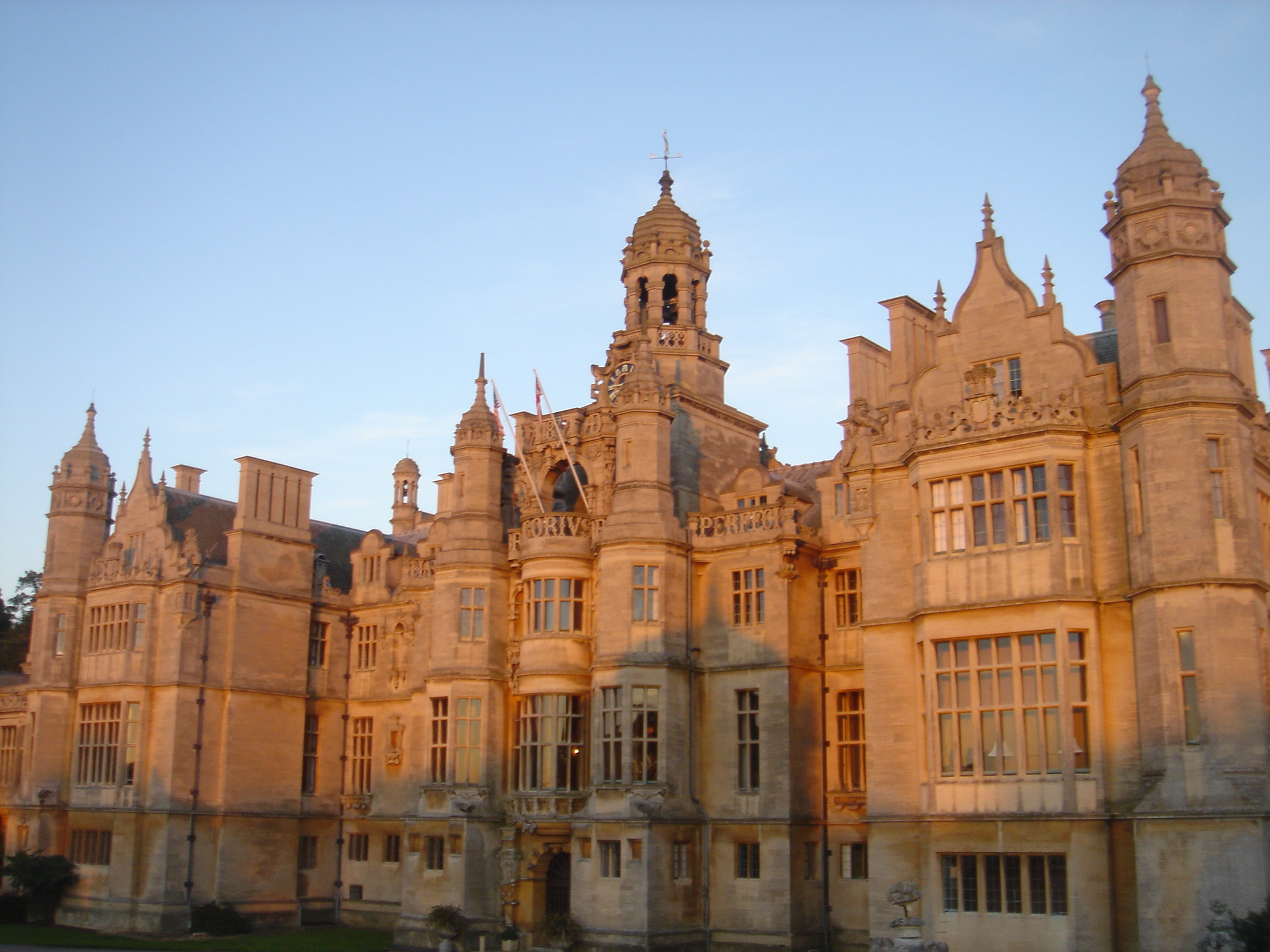
هارلاكستون مانور في عام 2005

تم تنظيم جامعة إيفانسفيل أكاديميًا في ثلاث كليات ومدرستين:
- تحتوي كلية الفنون والعلوم على الأقسام التالية: علم الآثار وتاريخ الفن والفن وعلم الأحياء والكيمياء والتواصل والإنجليزية واللغات الأجنبية والتاريخ والجغرافيا والقانون والسياسة والمجتمع والرياضيات والموسيقى والفلسفة والدين، الفيزياء وعلم النفس والمسرح. تدعم هذه الكلية أيضًا برامج الدراسة في الكيمياء الحيوية، والدراسات الكلاسيكية، وعلوم البيئة، والدراسات الدولية، وعلم الأعصاب.
- تحتوي كلية التربية والعلوم الصحية على كلية التربية وقسم التمريض والعلوم الصحية لعائلة دنيجان والعلاج الطبيعي وكلية الصحة العامة. تشمل برامج الدراسة في الصحة العامة التدريب الرياضي، وعلوم المختبرات السريرية، وعلوم التمرين، والسياسة الصحية، وإدارة الخدمات الصحية، والتغذية، والاتصال الرياضي، وإدارة الرياضة.
- تحتوي كلية الهندسة وعلوم الكمبيوتر على قسم الهندسة الكهربائية وعلوم الكمبيوتر وقسم الهندسة الميكانيكية والمدنية.
- تحتوي مدرسة عائلة شرودر لإدارة الأعمال على قسم المحاسبة وإدارة الأعمال بالإضافة إلى معهد المشاريع العالمية.

### كلية هارلاكستون
بالإضافة إلى الدراسة في مدينة إيفانسفيل، يمكن لطلاب الجامعة اختيار الدراسة بالخارج في إنجلترا في كلية هارلاكستون، «الحرم الجامعي البريطاني لجامعة إيفانسفيل». تم تشكيل الكلية والسيطرة عليها من قبل جامعة ستانفورد قبل انتقالها إلى جامعة إيفانسفيل. تقع الكلية على بعد حوالي 90 ميلًا شمال لندن في لينكولنشاير، على بعد أميال قليلة من بلدة جرانثام في إنجلترا (موطن السير إسحاق نيوتن ومارجريت تاتشر وتوماس باين). تم تصنيف برنامج الدراسة بالخارج بجامعة إيفانسفيل باستمرار على أنه أحد أفضل برامج الدراسة بالخارج في الدولة، حيث يحتل المرتبة الأولى في أوروبا والمرتبة السابعة عالميًا.

### قسم المسرح
يتميز قسم مسرح الجامعة بأربعة عروض رئيسية وإنتاجين من الاستوديوهات سنويًا، يتم إجراء العديد منها في مسرح شانكلين، والذي يتميز بتصميم مرحلة دفع تتسع لـ 482 مقعدًا يمتد إلى الجمهور من ثلاثة جوانب. تمت دعوة طلاب الجامعة للأداء في مركز كينيدي أكثر من أي مدرسة أخرى في الدولة، وقد شارك القسم في برنامج مهرجان مسرح الكليات الأمريكية (American College Theatre) التابع لمركز كينيدي منذ إنشائه في عام 1968. كما أنها في الصدارة في أعلى الجوائز لطلابها. غالبًا ما يلعب خريجو الجامعة دور البطولة في أدوار التلفزيون والأفلام. من بين الخريجين الناجحين والمشاهير: رون جلاس وجاك مأكبراير، كوامي جيمس، روتينا ويسلي، كريستا فلاناغان، كيلي جيديش، كاري بريستون، رامي مالك (الحائز على جائزة الأوسكار، وجائزة جولدن جلوب، وجائزة نقابة ممثلي الشاشة، والأكاديمية البريطانية. جائزة الفيلم لأفضل ممثل).

## ألعاب القوى
تحمل الفرق الرياضية في جامعة إيفانسفيل لقب «بيربل آسيس» (في الأصل «الرواد»). تلعب الرياضات الجماعية للرجال والسيدات على مستوى الرابطة الوطنية لرياضة الجامعات القسم الأول وتتنافس في مؤتمر ميسوري فالي (بالإنجليزية: Missouri Valley)‏، باستثناء فرق السباحة والغطس للرجال التي تتنافس في مؤتمر منتصف أمريكا.

## حرم الجامعة
يتميز حرم الجامعة بالمساحات العشبية المفتوحة والغطاء الشجري. يتم الحفاظ على المناظر الطبيعية للجامعة بشكل جيد، ويستفيد العديد من الطلاب من المروج الفسيحة وأشجار الظل الكبيرة. يحد الحرم الجامعي من الشمال طريق لويد السريع، ومن الجنوب شارع لينكولن، ومن الغرب شارع روثروود، ومن الشرق شارع وينباخ. شارع وولنت يشطر الحرم الجامعي. يفتح الشكل البيضاوي، المدخل الاحتفالي للحرم الجامعي، قبالة شارع لينكولن. تم تسمية الشكل البيضاوي في عام 2004 احتفالاً بالذكرى السنوية الـ 150 للجامعة. مدرسة عائلة شرودر للأعمال، واتحاد خريجي مكوردي التذكاري، وقاعة سامبسون / مركز مان الصحي، وهايد هول، وقاعة أولمستيد الإدارية، ومكتبة كليفورد التذكارية، ومركز كوخ (المعروف باسم كوك) للعلوم والهندسة (جميع القطاعات الأصلية والإضافية لاحقًا علوم / هندسة المباني) تحيط بيضاوية الذكرى المئوية الثانية. تتبع معظم المباني نموذجًا قديمًا من الحجر الجيري، وعادةً ما تحاكي عمليات التجديد بقية المبنى.
أُدرجت قاعة الإدارة ومبنى ودائرة الرئيس في السجل الوطني للأماكن التاريخية عام 1983.
تم تسمية مركز كوخ في الأصل باسم مبنى الهندسة والعلوم عندما تم بناؤه في عام 1947. نشأ الدافع للمبنى الجديد من الحرب العالمية الثانية، وبعد ذلك توقعت الجامعة تسجيل عدد أكبر من الطلاب بقصد الحصول على شهادات صناعية. بعد التجديدات في أواخر السبعينات، أعيدت تسمية المبنى في نوفمبر 1984 تكريما لروبرت لويس كوخ الذي كان عضوا في مجلس أمناء الجامعة منذ عام 1968؛ قدم كوخ مؤخرًا تبرعًا لحملة عاصمة القرن الجديد (بالإنجليزية: New Century Capital)‏ التابعة للجامعة والتي كانت تستخدم لبناء مكتبة جديدة. (وينبغي عدم الخلط بينه وبين عائلة كوخ، كان روبرت كوخ. رئيس مجلس إدارة جورج كوخ وأولاده، شركة صناعية في إيفانسفيل وابنه لويس كوخ، مؤسس منتزه عطلة العالم). شهد مركز كوخ تجديدًا آخر، بما في ذلك إضافة جديدة كبيرة على جانبه الجنوبي، في عام 2001.
في عام 2016، تم نقل متحف الجامعة إلى الحرم الجامعي ثم تم افتتاحه للجولات في عام 2017. تم بناء المنزل الذي تبلغ مساحته 552 قدمًا مربعًا من قبل ويليام ويسلي بيترز من إيفانسفيل[بحاجة لمصدر] والذي كان صهر فرانك لويد رايت واليد الأيمن له.[بحاجة لمصدر]

## الحياة اليونانية
الجمعيات النسائية:
- ألفا أوميكرون بي 1951
- أوميغا تشي 1951
- فاي مو 1952
- زيتا تاو ألفا 1964
- ألفا باي 1974-1983 (مغلق)
- دلتا أوميغا زيتا 2005 (نادي نسائي محلي في الحرم الجامعي)

الأخويات:
- اكاسيا 1950-1958 (مغلق)
- سيجما فاي إبسيلون 1955
- لامدا تشي ألفا 1956
- سيجما ألفا إبسيلون 1957
- تاو كابا إبسيلون 1957
- في كابا تاو 1968
- فاي جاما دلتا 1997

## وسائط
بدأت محطة الإذاعة في عام 1951، وكانت محطة راديو FM غير تجارية بقدرة 6100 واط تقع عند 91.5 ميغاهيرتز، تملكها وتشغلها جامعة إيفانسفيل. تم بث الإذاعة أيضًا عبر الإنترنت وأصبحت أول محطة إذاعية عبر الإنترنت في ولاية إنديانا في عام 1996. تم تشغيل المحطة بالكامل من قبل طاقم من الطلاب. في مايو 2019، أعلنت الجامعة عن خطط لبيع المحطة إلى شبكة وطنية غير ربحية تعزف الموسيقى المسيحية المعاصرة. واحتج على هذا القرار طلاب اعترضوا على عدم مناقشة الخطة معهم رغم دراستها لمدة عامين من قبل إدارة الجامعة. تم إتمام البيع إلى الشبكة في 25 نوفمبر 2019.

## خريجون متميزون
يشمل الخريجون العديد من الفنانين البارزين ونجوم الرياضة والأطباء. ومن بينهم مات ويليامز، منتج وكاتب مسلسل عرض كوسبي ومسلسل تحسين المنزل ومسلسل روزان؛ الممثل رامي مالك، الحائز على جائزة إيمي لأفضل مسلسل درامي (السيد روبوت)، وجائزة جولدن جلوب 2019 لأفضل ممثل وجائزة الأوسكار لأفضل ممثل في دور قيادي في فيلم الملحمة البوهيمية؛ جاك مأكبراير، ممثل 30 روك؛ جيري سلون، لاعب الدوري الاميركي للمحترفين ومدرب، ديفيد وير، لاعب كرة قدم اسكتلندي دولي. الممثلة في مسلسل ذا واير؛ جيم مايكلز، مرشح غولدن غلوب والمنتج التلفزيوني الحائز على جائزة الجمعية الوطنية للنهوض بالملونين عن عمليه (مسلسل خارق للطبيعة والجميع يكره كريس)؛ رون جلاس، ممثل في المسلسل التلفزيوني بارني ميلر وفايرفلاي؛ كاري بريستون، ممثلة في عدد من المسلسلات التلفزيونية منها دم حقيقي وذا غود وايف. توبي أونوميري، ممثل في مسلسل إمباير وسينسايت؛ وكيلي جيديش، الممثل ونجم القانون والنظام منذ فترة طويلة: وحدة الضحايا الخاصة. جو فيورنتينو، بطل فنون الدفاع عن النفس، قاعة مشاهير فنون الدفاع عن النفس الأمريكية، 2013 وسام جزيرة إليس الفخري.

## فهرس
- Klinger, George; "We Face the Future Unafraid" (Evansville, Ind; University of Evansville Press, 2003). (ردمك 978-0-930982-56-0)ISBN 978-0-930982-56-0

## روابط خارجية
- الموقع الرسمي
- موقع إيفانسفيل لألعاب القوى